# Alice Vollenweider
Alice Vollenweider (* 22. Juni 1927 in Zürich; † 13. September 2011 ebenda; heimatberechtigt in Schönholzerswilen) war eine Schweizer Romanistin, Kochbuchautorin und literarische Übersetzerin.

## Leben
Vollenweider studierte Romanistik und Germanistik an den Universitäten Zürich und Paris. Sie promovierte mit einer Dissertation über den Einfluss der italienischen auf die französische Kochkunst im Spiegel der Sprache (erschienen 1963). Später studierte sie in Neapel italienische Literatur.
Durch die Studienthemen kam ihr Werk zu den Schwerpunkten «Küche und Kochkunst» sowie «Italien», weiterhin hat sie auch italienische Literatur übersetzt und Anthologien herausgegeben.
Für die Zeitschrift Annabelle beantwortete sie für über zehn Jahre bis 2002 Leserfragen zum Thema Kochen in ihrem Kochbriefkasten. Eine Auswahl der Leserfragen und Vollenweiders Antworten wurde 1996 als Buch veröffentlicht. Für die Neue Zürcher Zeitung war sie als Restauranttesterin und Fachfrau für italienische Literatur tätig. Ihr kulinarischer Briefwechsel mit Hugo Loetscher 1975 wurde legendär und 1976 als Buch veröffentlicht. Ihre Bücher Italiens Provinzen und ihre Küche und Aschenbrödels Küche wurden zu Bestsellern.

## Auszeichnungen
- 1979: Conrad-Ferdinand-Meyer-Preis (7000 Franken) «für ihr Gesamtwerk als Übersetzerin und für die damit geleisteten Mittlerdienste zum romanischen Kulturkreis»[6]
- 1991: Johann-Jakob-Bodmer-Medaille für Verdienste um das literarische Schaffen der Stadt Zürich[7]
- 2000: Ehrengaben der Stadt Zürich (6000 Franken)[8]

## Werke
- Der Einfluss der italienischen auf die französische Kochkunst im Spiegel der Sprache (Historischer Überblick). In: Vox Romanica. 22/1963, S. 59–88 (online).
- Der Einfluss der italienischen auf die französische Kochkunst im Spiegel der Sprache (Zweiter Teil: Wortmonographien). In: Vox Romanica. 22/1963, S. 367–443 (online).
- (mit Paul Nussbaumer) Aschenbrödels Küche. Diogenes, Zürich 1971. Überarbeitete Ausgabe: Limmat, Zürich 2005, ISBN 3-85791-485-8.
- (mit Hugo Loetscher) Kulinaritäten. Ein Briefwechsel zwischen Alice Vollenweider und Hugo Loetscher. Benteli, Bern 1976, ISBN 3-7165-0081-X.
- Ich werfe eine Münze in den Brunnen. Reisen in Italien. Huber, Frauenfeld 1983, ISBN 3-7193-0885-5.
- Warum Parmesan zu fast allem passt. Kulinarische Reise durch Italiens Provinzen. Huber, Frauenfeld 1984.
- Italiens Provinzen und ihre Küche. Eine Reise und 88 Rezepte. Wagenbach, Berlin 1990, ISBN 3-8031-1118-8.
- Alice Vollenweiders kleines Kulinarium. Rezepte, Tips und Kochgeschichten. Annabelle-Kochtipp. Werd, Zürich 1996, ISBN 3-85932-188-9.
- Italia! Unterwegs zu den verborgenen Schönheiten Italiens. Schöffling, Frankfurt am Main 1997, ISBN 3-89561-561-7.
- Die Küche der Toskana. Eine Reise durch ihre Regionen mit 52 Rezepten. Wagenbach, Berlin 2000, ISBN 3-8031-1187-0.
- Frischer Fisch und wildes Grün. Essen im Tessin. Erkundungen und Rezepte. Limmat, Zürich 2005, ISBN 3-85791-459-9.

Herausgabe
- Italienische Erzähler der Gegenwart. Eine Anthologie. Reclam, Stuttgart 1964.
- (mit Carlo Castelli) Südwind. Zeitgenössische Prosa, Lyrik und Essays aus der italienischen Schweiz. Artemis, Zürich/München 1976, ISBN 3-7608-0422-5.
- Italienische Reise. Ein literarischer Reiseführer durch das heutige Italien. Wagenbach, Berlin 1985, ISBN 3-8031-0137-9
- Die Schweiz von aussen gesehen. Benziger, Zürich 1991, ISBN 3-545-36496-8.
- Schweizer Reise. Ein literarischer Reiseführer durch die heutige Schweiz. Wagenbach, Berlin 1993, ISBN 3-8031-0186-7.

Mitarbeit/Übersetzung
- Übersetzung: Natalia Ginzburg: Mein Familien-Lexikon. Walter, Olten 1963. Zuletzt: Familienlexikon. Wagenbach, Berlin 2007, ISBN 978-3-8031-2563-7.
- Übersetzung: Luigi Malerba: Der Protagonist: Roman. Suhrkamp, Frankfurt am Main 1976, ISBN 3-518-03623-8. Zuletzt: Wagenbach, Berlin 2002, ISBN 3-8031-2429-8.
- Übersetzung: Giacomo Leopardi: Gesänge. Dialoge und andere Lehrstücke. Winkler, München 1978, ISBN 3-538-05287-5 (Übersetzung zusammen mit Hanno Helbling). Neuauflage: Gesänge / Dialoge / Zibaldone. Artemis & Winkler, Düsseldorf 1998, ISBN 3-538-05400-2.
- Nachwort zu Giacomo Leopardi: Das Gedankenbuch: Aufzeichnungen eines Skeptikers. Winkler, München 1985, ISBN 3-538-05288-3.
- Nachwort zu Franco Sacchetti: Toskanische Novellen. Wagenbach, Berlin 1991, ISBN 3-8031-2308-9.
- Nachwort zu Umberto Saba: Ernesto. Piper, München 1994, ISBN 3-492-11185-8.
- Übersetzung: Natalia Ginzburg: Die kleinen Tugenden. Wagenbach, Berlin 2001, ISBN 3-8031-3160-X (Übersetzung zusammen mit Maja Pflug).